# Munro

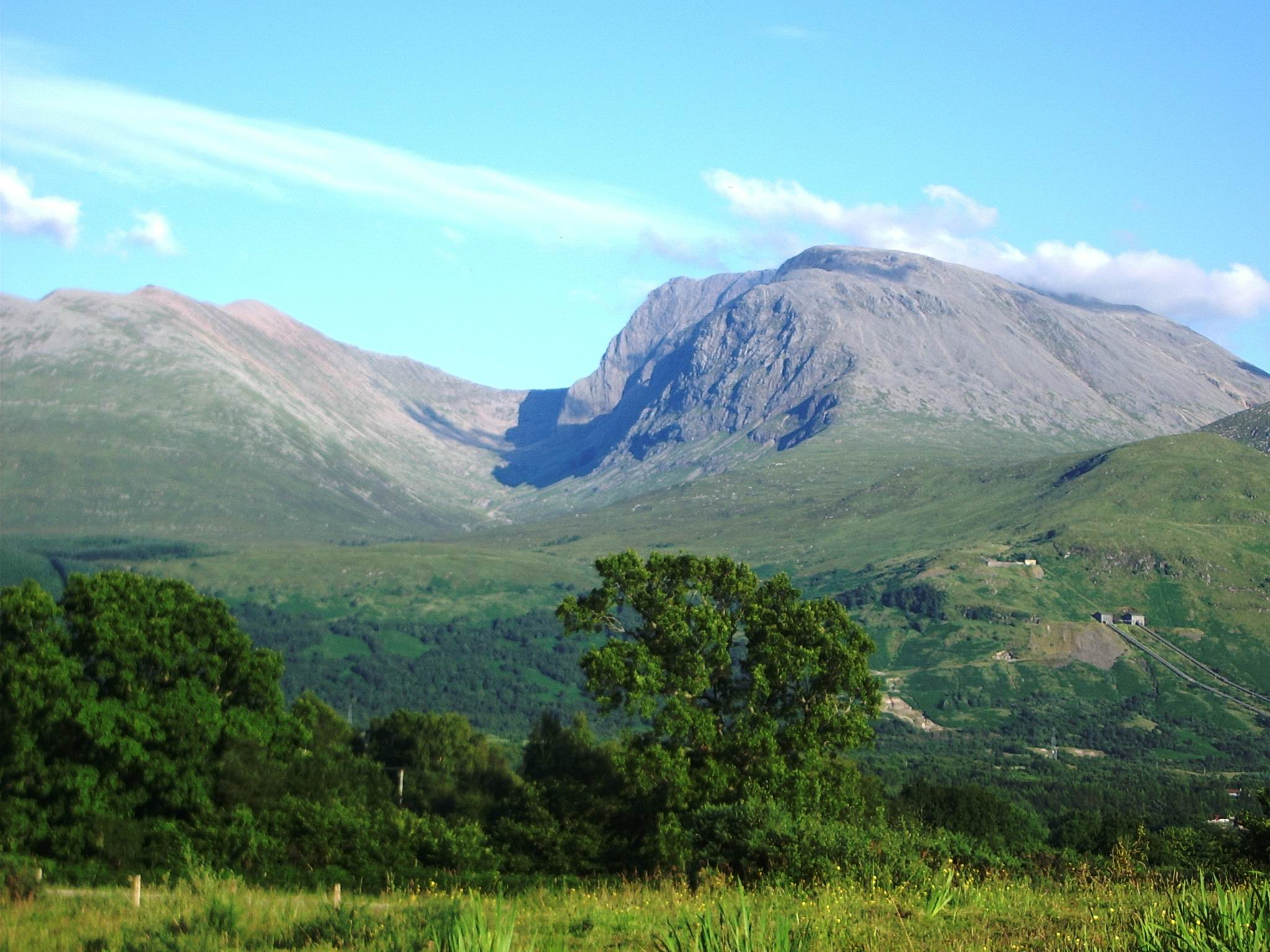
Ben Nevis (1344 m), nejvyšší munro

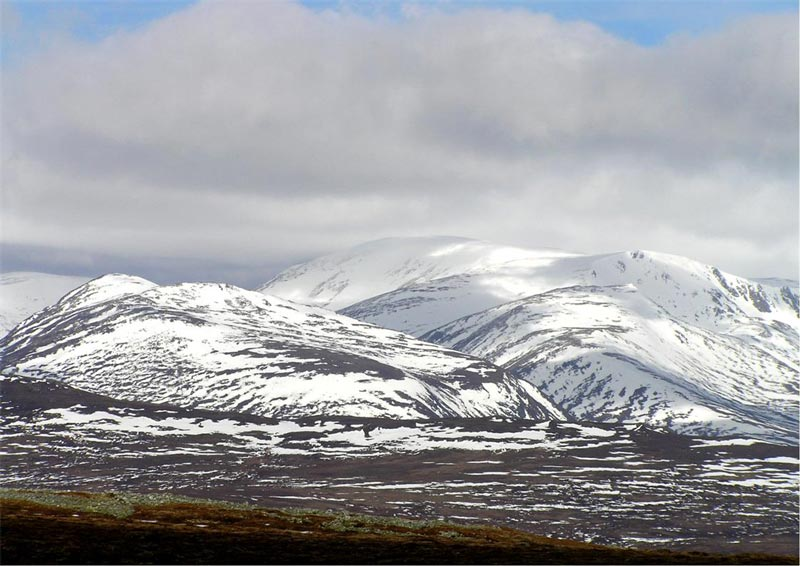
Ben Macdui (1309 m), 2. nejvyšší munro

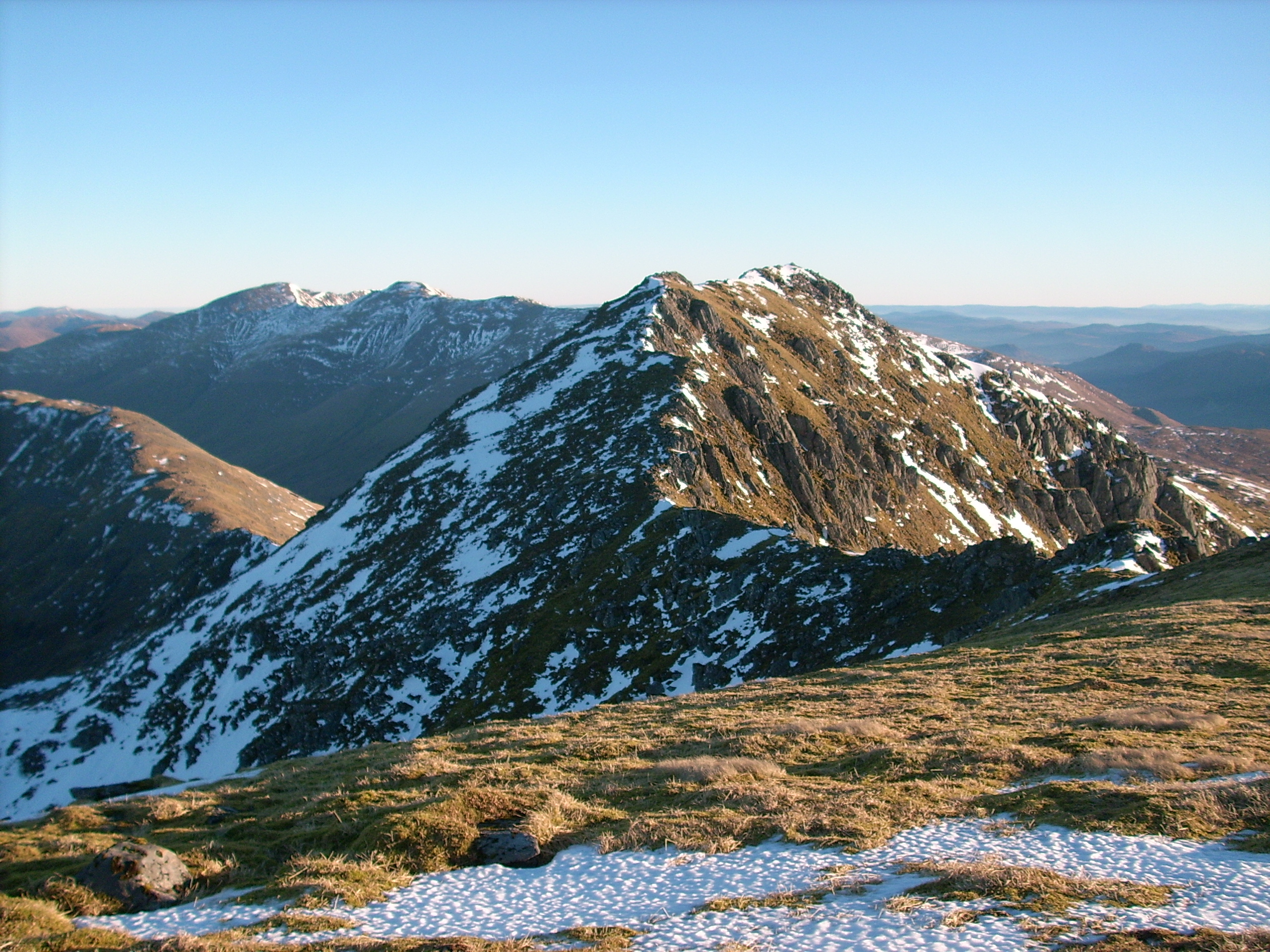
Sgurr nan Ceathreamhnan (1151 m)

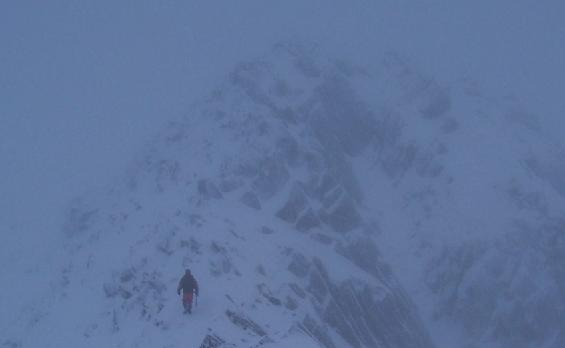
Saddle (1010 m), zhoršující se počasí

Munro je označení pro skotské hory, jejichž vrchol přesahuje nadmořskou výšku 3000 stop (tj. 914,4 m) a jež jsou uvedeny v seznamu Munro's Tables, sestaveném Hughem Munrem v roce 1891 a následně spravovaném Skotským horolezeckým klubem (Scottish Mountaineering Club).
V poslední verzi seznamu z roku 2020 je uvedeno celkem 282 Munros a 227 vedlejších vrcholů (tops).

## Hugh Munro
Hugh Munro (1856–1919) byl britský diplomat, příslušník nižší skotské šlechty, náruživý horal a cestovatel, zakládající člen Skotského horolezeckého klubu (The Scottish Mountaineering Club, založený v roce 1889), který po mnohaletém úsilí publikoval v roce 1891 první seznam, později pojmenovaný Munro's Tables. Jeho seznam vzbudil v horolezeckých kruzích velké překvapení, protože v té době se mínilo, že tak vysokých hor je ve Skotsku kolem 30 a ne téměř 300. Svým seznamem velmi zpopularizoval výstupy na skotské hory a zdolávání Munros je dodnes velmi oblíbeným koníčkem.
Hugh Munro nezdolal všechny hory ze svého seznamu, nestihl totiž vystoupit na horu Carn Cloich-Mhuillin, na kterou chtěl vylézt jako na poslední.[zdroj?]

## Kritéria
Hlavními kritérii jsou poloha ve Skotsku (včetně ostrovů) a nadmořská výška alespoň 3000 stop (914,4 m).
Munro nestanovil jednoznačná kritéria pro prominenci (převýšení od sedla) ani izolaci (vzdálenost od nejbližší vyšší hory), která by daný vrchol kvalifikovala jako samostatnou horu. To je příčinou nejasností a zdrojem diskuzí o tom, jaké vrcholy mají být považovány za samostatné Munros a jaké jen za vedlejší vrcholy. V pozdějších verzích seznamu byly zahrnuty všechny hory s prominencí alespoň 500 stop (152 m), nicméně seznam stále obsahuje i mnoho hor s nižší prominencí.

## Zdolávání Munros
Zdolávání Munros (Munros bagging) může být přes nepříliš vysokou nadmořskou výšku poměrně nebezpečné, především díky drsnému severskému počasí. I v létě mohou být podmínky velmi špatné - hustá mlha, silný vítr, intenzivní déšť a vrcholové teploty pod bodem mrazu nejsou nijak výjimečné. Přesto je jejich zdolávání populárním sportem a řada horalů se snaží zdolat všechny Munros ze seznamu.
První dokončil zdolávání všech Munros A. E. Robertson v roce 1901 (i když pozdější přezkoumání zpochybnilo jeho výstup na Ben Wyvis). Prvním nezpochybňovaným pokořitelem byl Ronald Burn, který v roce 1923 zkompletoval všechny Munros a později i všechny vedlejší vrcholy (tops).
V roce 1974 dosáhl Hamish Brown unikátního rekordu - jako první zkompletoval všechny Munros během jednoho dlouhého treku, trvajícího necelé 4 měsíce. Mezi vrcholy se přesouval pouze pěšky, případně na kole (výjimkou byly jen trajekty na ostrovy Skye a Mull). O svém výkonu napsal knihu Hamish's Mountain Walk, která velmi přispěla k další popularizaci zdolávání Munros.
Nejrychleji, za 39 dní, zdolal v roce 2010 všechny vrcholy Stephen Pyke, který navíc nevyužil žádné motorové prostředky, když pro přesuny na ostrovy Skye a Mull použil kajaku.
Do současné doby bylo zaevidováno více než 4000 horalů, kteří vystoupali na všech 283 vrcholů.
Tradicí zdolávání Munros se inspirovali i autoři projektu Tisícovky Čech, Moravy a Slezska, který spočívá ve zdolávání českých hor s výškou nad 1000 m a prominencí nad 15 m. Tisícovek je celkem 395 plus přes 180 vedlejších vrcholů.

## Podobné seznamy
Vedle seznamu Munros existují i další seznamy, které obsahují hory na britských ostrovech s určitou výškou, prominencí nebo dalšími parametry, a jejichž zdolávání (Peak bagging) je mezi horaly rozšířené:
| Seznam      | Poloha                          | Výška                      | Prominence               | Počet | Poznámka |
| ----------- | ------------------------------- | -------------------------- | ------------------------ | ----- | --- |
| Munros      | Skotsko                         | > 3000 stop (> 914 m)      | (většina 500 stop/152 m) | 282   | 1891, Hugh Munro                                                                                             |
| Corbetts    | Skotsko                         | 2500-3000 stop (762-914 m) | 500 stop (152 m)         | 222   | 20. léta 20. století, John Rooke Corbert                                                                     |
| Grahams     | Skotsko                         | 2000-2500 stop (610-762 m) | 150 m (492 stop)         | 219   | 1992, Alan Dawson                                                                                            |
| Donalds     | Skotsko, Lowlands               | > 2000 stop (> 610 m)      | 30 m (100 stop)          | 89    | 1935, Percy Donald                                                                                           |
| Marilyns    | Spojené království, Irsko a Man | –                          | 150 m (492 stop)         | 2011  | Název je hříčkou založenou na tom, že Munro je homofonem s (Marilyn) Monroe                                  |
| HuMPs       | Spojené království, Irsko a Man | –                          | 100 m (328 stop)         | 2984  | 2010, HuMPs = Hundred and upwards Metre Prominence                                                           |
| Furths      | Anglie, Wales a Irsko           | > 3000 stop (> 914 m)      | (většina 500 stop/152 m) | 34    | Stejné parametry jako Munros, ale mimo Skotsko                                                               |
| Nuttalls    | Anglie a Wales                  | > 2000 stop (> 610 m)      | 15 m (49 stop)           | 446   | 1990, John & Anne Nuttall                                                                                    |
| Hewitts     | Anglie, Wales a Irsko           | > 2000 stop (> 610 m)      | 30 m (98 stop)           | 525   | 1997, Alan Dawson a Clem Clements                                                                            |
| Wainwrights | Anglie, Lake District           | > 1000 stop (> 305 m)      | –                        | 214   | Jen vybrané hory popsané v knihách Alfreda Wainwrighta Pictorial Guide to the Lakeland Fells z let 1955-1966 |
| Hardys      | Spojené království              | –                          | –                        | 347   | Nejvyšší hory pohoří, ostrovů > 1000 akrů, hrabství a distriktů. 90. léta, Ian Hardy                         |